# Santa Catalina (Córdoba)
Santa Catalina ist ein Ort in der argentinischen Provinz Córdoba und befindet sich auf 572 Metern Höhe etwa zehn Kilometer südwestlich von Río Cuarto, der zweitgrößten Stadt der Provinz im Departamento Río Cuarto. 2001 hatte Santa Catalina 3.449 Einwohner, von denen viele in der Landwirtschaft tätig sind.